# André Jousseaume
André Jousseaume (Yvré-l'Évêque, França, 27 de juliol de 1894 - Chantilly, 26 de maig de 1960) fou un genet francès, guanyador de cinc medalles olímpiques. Especialista en doma clàssica va participar, als 38 anys, en els Jocs Olímpics d'Estiu de 1932 realitzats a Los Angeles (Estats Units), on va aconseguir guanyar la medalla d'or en la prova per equips de doma, finalitzant cinquè en la prova individual i guanyant així un diploma olímpic amb el cavall Sorelta. En els Jocs Olímpics d'Estiu de 1936 realitzats a Berlín (Tercer Reich) aconseguí guanyar la medalla de plata en la prova per equips, finalitzant novament cinquè en la prova individual amb el cavall Favorite. En els Jocs Olímpics d'Estiu de 1948 celebrats a Londres (Regne Unit) aconseguí guanyar dues medalles en la modalitat de doma: la medalla d'or en la prova per equips i la medalla de plata en la prova individual, participant així mateix en les proves de concurs complet individual i per equips, si bé no pogué finalitzar-les, en totes elles amb el cavall Harpagon. En els Jocs Olímpics d'Estiu de 1952 realitzats a Hèlsinki (Finlàndia) aconseguí la medalla de bronze en la prova individual i finalitzà quart en la prova per equips. En els Jocs Olímpics d'Estiu de 1956 realitzats a Melbourne (Austràlia), si bé les proves eqüestres es van celebrar a Estocolm (Suècia), i amb 61 anys, finalitzà cinquè en la competició individual i sisè en la competició per equips.